# Harposcleritia
Harposcleritia là một chi bướm đêm thuộc phân họ Tortricinae của họ Tortricidae.

## Các loài
- Harposcleritia stictoneura (Meyrick, 1930)